# Iden Motor Car

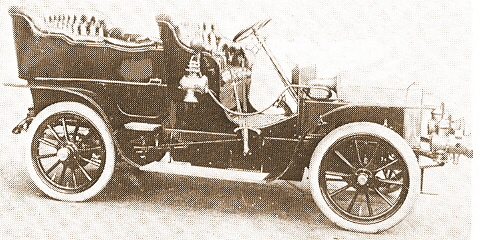
Iden 12/16 hp (1905)

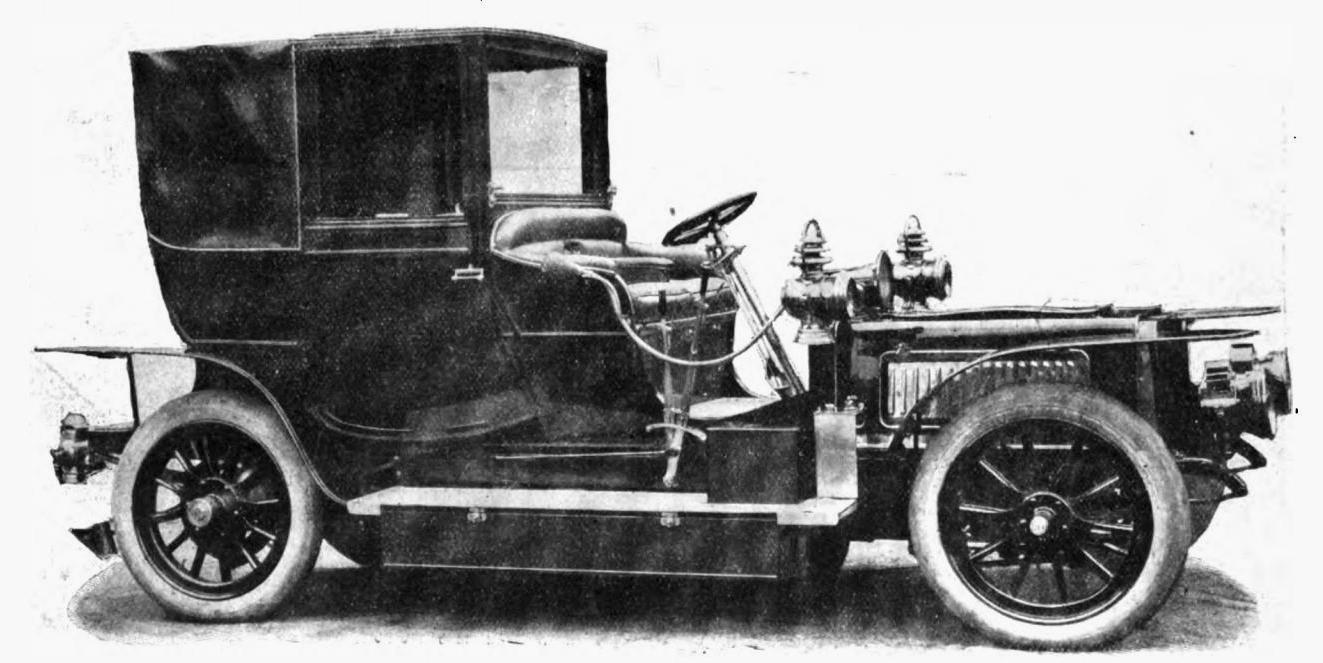
Iden 25/30 HP Landaulet (1904)

Die Iden Motor Car Co. Ltd. war ein britischer Automobilhersteller.

## Beschreibung
Das Unternehmen war von 1904 bis 1908 in Coventry (Warwickshire) ansässig.
Gebaut wurden Personenwagen mit vorne eingebauten Vier- und Achtzylindermotoren, die die Hinterräder antrieben. Bemerkenswert ist das Modell 12 hp, das 1908 mit V2-Motor und Frontantrieb vorgestellt wurde – das erste im Vereinigten Königreich.
Die Verkaufszahlen, insbesondere die des Frontantriebsmodells, waren nicht ausreichend, um die Fahrzeugproduktion nach 1908 noch aufrechtzuerhalten. Erst 1928 stellte Alvis das nächste britische Automobil mit Frontantrieb vor.

## Modelle
Der 25/30 HP Landaulet wurde 1904 vorgestellt. Bohrung und Hub des stehenden Vierzylindermotors betrugen 100 mm × 130 mm. Es waren sowohl Drehmagnet- als auch Akkumulatorzündung vorgesehen. Eine Besonderheit war die zuschaltbare Kaltluftzuführung in den Brennraum anstelle des Kraftstoffgemischs z. B. für das Fahren bergab. Das Getriebe verfügte über drei Vorwärtsgänge und einen Rückwärtsgang, die Antriebskraft wurde per Kardanwelle an die Hinterachse übertragen. Das Armaturenbrett verfügte bereits über eine Benzinuhr, einen Tachometer, einen Fahrstreckenmesser, eine Uhr und ein Voltmeter.
| Modell   | Bauzeitraum | Zylinder | Hubraum  | Radstand     |
| -------- | ----------- | -------- | -------- | ------------ |
| 12/16 hp | 1904–1908   | 4 Reihe  | 2156 cm³ | 2362 mm      |
| 18/22 hp | 1904–1908   | 4 Reihe  | 3548 cm³ | 2515 mm      |
| 25/30 hp | 1904–1907   | 4 Reihe  | 4942 cm³ | 2477–3353 mm |
| 40 hp    | 1907        | 8 Reihe  | 9884 cm³ | 3048 mm      |
| 12 hp    | 1908        | 2 V      | 2871 cm³ | 2324 mm      |
| 15 hp    | 1908        | 4 Reihe  | 3548 cm³ | 2515 mm      |
| 20 hp    | 1908        | 4 Reihe  | 4942 cm³ | 2515 mm      |